# 95980 Haroldhill
95980 Haroldhill è un asteroide della fascia principale. Scoperto nel 2004, presenta un'orbita caratterizzata da un semiasse maggiore pari a 2,7784349 UA e da un'eccentricità di 0,2174263, inclinata di 14,48065° rispetto all'eclittica.